# Anders Frostin
Anders Frostin, född 1975, är en svensk violinist.
Frostin studerade vid Musikhögskolan i Malmö och vid Norges Musikkhøgskole 1993–1998. Han är aktiv som frilansmusiker på heltid sedan 2002, med en genremässigt bred verksamhet. Han erhöll zornmärket i silver (Riksspelman) 2008.
Anders Frostin har framträtt tillsammans med Herbert Blomstedt, Roy Goodman, Viktoria Mullova, Luis Stazo, Jacob Fischer.

## Diskografi (urval)
- 1998 – European Union Baroque Orchestra - Silete Venti   (Vivaldi/Händel)
- 2000 – Malmö SymfoniOrkester - Magnard: Symphonies No.2 & No.4 (BIS-CD-928. Cannes Classical Award 2000)
- 2004 – Chamber Soul - Mandela (soul/pop/jazz)
- 2004 – Frosties Hot Four - Best Of Modern Swing (Heptown Records)
- 2004 – Tangarte - Ecos De Tango